# 和歌山県道19号美里龍神線
和歌山県道19号美里龍神線（わかやまけんどう19ごう みさとりゅうじんせん）は、和歌山県海草郡紀美野町から田辺市龍神村に至る県道（主要地方道）である。

## 概要

### 路線データ
- 実延長：40.8 km
- 起点：海草郡紀美野町樋下
- 終点：田辺市龍神村龍神

## 歴史
- 1964年（昭和39年）12月28日 - 建設省（現・国土交通省）が主要地方道美里中辺路線を指定。
- 1965年（昭和40年） - 和歌山県が主要地方道20号美里中辺路線を認定。
- 1976年（昭和51年）4月1日 - 建設省から、主要県道美里中辺路線の一部が美里龍神線として主要地方道に指定。
- 1977年（昭和52年）6月18日 - 和歌山県が主要地方道20号美里龍神線を認定。
- 1993年（平成5年）5月11日 - 建設省から、主要県道美里龍神線が美里龍神線として主要地方道に再指定される[1]。
- 1994年（平成6年）4月1日 - 県道番号を「20」から「19」へ変更。

## 路線状況
登山道区間を除いた大部分が1車線であり、山の中を走るが、周辺には集落や農地があるので生活道路として地元住民が利用している。
五段の滝から終点直前まで、2008年8月現在未開通である。ほとんどの道路地図・地形図には載っていないが、該当する区間の昔からの竜神街道には和歌山県の道路距離標があり、厳密には(少なくとも龍神村小森谷渓谷より西の区間は)未開通区間ではなく、城が森山の頂上付近に登ってそこから日高川町と田辺市龍神村の境界付近に沿う点線県道であるとわかるが、五段の滝付近にある橋が崩壊してしまっていて迂回と川の渡渉を余儀なくされ、川が増水すると歩行者でも通り抜けが危険になる。
紀美野町美里から旧龍神村の中心部へ行く場合、旧吉備町(有田川町)を経由するルートの国道370号 - 国道424号 - 国道425号（または高野町を経由するルートの国道370号 - 国道480号 - 国道371号）を通るのが現実的である。また、和歌山・海南・岩出などから清水へは和歌山県道180号野上清水線およびその大型車通行不能区間の迂回路となる町道を使うほうが良いとされる。
紀美野町と有田川町との境周辺では、森に囲まれており、自然環境のよい場所である。

### 重複区間
- 国道480号（有田郡有田川町三田 地内）
- 国道480号（有田郡有田川町清水 地内）

### 道の駅
- 道の駅あらぎの里（国道480号重複区間）

### トンネル
- 牡鹿隧道（有田川町）- 47ｍ

## 地理

### 通過する自治体
- 海草郡紀美野町
- 有田郡有田川町
- 日高郡日高川町（日高川町内未開通）
- 田辺市

### 交差する道路
- 国道370号（起点）
- 和歌山県道180号野上清水線（有田郡有田川町遠井）
- 国道480号（有田郡有田川町三田）
- 国道480号（有田郡有田川町三田）
- 国道480号（有田郡有田川町清水）
- 国道480号（有田郡有田川町清水・清水橋東詰交叉点）
- 和歌山県道181号下湯川金屋線（有田郡有田川町下湯川）
- 国道371号（終点）

### 沿線にある施設など
- 有田川町立八幡小学校
- しみず温泉
- 五段の滝